# Manhattan Beach Grand Prix
Le Manhattan Beach Grand Prix est une course cycliste américaine disputée à Manhattan Beach, en Californie. Créée en 1962, il s'agit de l'une des plus anciennes courses cyclistes encore organisées aux États-Unis. 
Le Grand Prix comprend neuf épreuves distinctes, en fonction du genre, de l'âge et de la catégorie des coureurs.

## Présentation
Le Grand Prix est créé grâce à l'initiative de Ted Ernst, un ancien cycliste américain des années 1950, devenu ensuite mécanicien puis propriétaire d'un magasin de cycles à Manhattan Beach et intronisé au Temple de la renommée du cyclisme américain en 2006. Il attire pour certaines éditions plus de 7 500 spectateurs et près de 1 000 participants.

## Palmarès

### Élites Hommes
| Année     | Vainqueur            | Deuxième              | Troisième           |
| --------- | -------------------- | --------------------- | ------------------- |
| 1962      | Bob Tetzlaff (en)    |                       |                     |
| 1963      | Nick Van Male        |                       |                     |
| 1964      | Skip Cutting (en)    |                       |                     |
| 1965      | Jack Disney (en)     |                       |                     |
| 1966      | Mike Penkert         |                       |                     |
| 1967      | Buddy Campbell       |                       |                     |
| 1968      | Tom Garrity          |                       |                     |
| 1969      | Peter Kendall        |                       |                     |
| 1970      | David Mulica (en)    |                       |                     |
| 1971      | Vernon Stauble (en)  |                       |                     |
| 1972      | John Timbers         |                       |                     |
| 1973      | Xavier Mirander (en) |                       |                     |
| 1974      | Ron Skarin (en)      |                       |                     |
| 1975      | Ralph Therrio (en)   |                       |                     |
| 1976      | Bill Keane           |                       |                     |
| 1977      | Kevin Lutz           |                       |                     |
| 1978      | Ron Skarin (en)      |                       |                     |
| 1979      | Scott Hembree        |                       |                     |
| 1980      | Jim Berg             |                       |                     |
| 1981      | Ron Hayman (en)      |                       |                     |
| 1982      | Chris Huber          |                       |                     |
| 1983      | Hans Ledermann (en)  |                       |                     |
| 1984      | Thierry Marie        |                       |                     |
| 1985      | Manuel Youshimatz    |                       |                     |
| 1986      | Wayne Stetina        |                       |                     |
| 1987      | Scott McKinley (en)  |                       |                     |
| 1988      | Dominic Felde        |                       |                     |
| 1989      | Bruce Reid           |                       |                     |
| 1990      | Steve Speaks         |                       |                     |
| 1991      | Mike Raczuk          |                       |                     |
| 1992      | Scott McKinley (en)  |                       |                     |
| 1993      | David Mann           |                       |                     |
| 1994      | Scott McKinley (en)  |                       |                     |
| 1995      | Malcolm Elliott      |                       |                     |
| 1996      | Malcolm Elliott      |                       |                     |
| 1997      | Jamie Paolinetti     |                       |                     |
| 1998      | John Peters          | Steve Hegg            | Julian Dean         |
| 1999      | Miguel Ángel Meza    | John Peters           | Jonas Carney        |
| 2000      | David McCook         | John Peters           | Rahsaan Bahati      |
| 2001      | Jonas Carney         | Graeme Miller         | Rahsaan Bahati      |
| 2002      | Gordon Fraser        | Brent Dawson          | Alex Candelario     |
| 2003      | Jonas Carney         | Rahsaan Bahati        | Gordon Fraser       |
| 2004      | Tyler Farrar         | Jonas Carney          | Robbie Ventura (en) |
| 2005      | Greg Henderson       | Tyler Farrar          | Iván Domínguez      |
| 2006      | Juan José Haedo      | Greg Henderson        | Kyle Gritters       |
| 2007      | Rahsaan Bahati       | Iván Domínguez        | Kayle Leogrande     |
| 2008      | Rahsaan Bahati       | Ricardo Escuela       | Brad Huff           |
| 2009      | Rahsaan Bahati       | Lucas Sebastián Haedo | Ken Hanson          |
| 2010      | Yosvany Falcón (de)  | Bernard Sulzberger    | Diego Yépez         |
| 2011,     | Carlos Alzate        | Jonathan Cantwell     | Jake Keough         |
| 2012      | Ken Hanson           | Ricardo Escuela       | Hilton Clarke       |
| 2013      | Jesse Anthony        | Blake Anton           | Brandon Gritters    |
| 2014      | Ken Hanson           | Luke Keough           | Justin Williams     |
| 2015      | Hilton Clarke        | David Santos          | Garrett Olsen       |
| 2016      | Justin Williams      | Alfredo Rodríguez     | Eamon Lucas         |
| 2017      | Cory Williams        | Mario Zamora          | Randall Coxworth    |
| 2018      | Justin Williams      | Tyler Locke           | Jasper Verkuijl     |
| 2019      | Cory Williams        | Robin Carpenter       | Ryan Jastrab        |
| 2020-2021 | non disputé          | non disputé           | non disputé         |
| 2022      | Cory Williams        | Eduardo Cruz          | Nigel De Sota       |
| 2023      | Justin Williams      | Eduardo Cruz          | Cory Williams       |
| 2024      | Lucas Bourgoyne      | Justin Williams       | Juan Enrique Aldapa |
| 2025      | Alex Akins           | Cory Williams         | Clever Martínez     |

### Élites Femmes
| Année     | Vainqueur           | Deuxième            | Troisième               |
| --------- | ------------------- | ------------------- | ----------------------- |
| 1999      | Nicole Freedman     | Pam Schuster        | Suzanne Sonye (en)      |
| 2000      | Nicole Reinhart     | Carmen Spore        | Pam Schuster            |
| 2001      | Tina Mayolo         | Katrina Berger (en) | Suzanne Sonye (en)      |
| 2002      | Suzanne Sonye (en)  | Becky Quinn (en)    | Jenny Eyerman           |
| 2003      | Becky Quinn (en)    | Gina Grain          | Lara Kroepsch           |
| 2004      | Tina Pic            | Nicole Freedman     | Katrina Grove           |
| 2005      | Ina-Yoko Teutenberg | Nicole Freedman     | Tina Pic                |
| 2006      | Nicky Wangsgard     | Shelley Olds        | Taitt Sato              |
| 2007      | Laura Van Gilder    | Malindi Maclean     | Shontelle Gauthier      |
| 2008      | Brooke Miller       | Laura Van Gilder    | Jennifer McRae          |
| 2009      | Coryn Rivera        | Malindi Maclean     | Catherine Fiedler-Cook  |
| 2010      | Pam Schuster        | Priscilla Calderon  | Anna Drakulich          |
| 2011      | Jennifer Valente    | Beatriz Rodríguez   | Julia Lafranchise       |
| 2012      | Shelby Reynolds     | Julie Cutts         | Melina Bernecker        |
| 2013      | Erica Allar         | Samantha Schneider  | Laura Van Gilder        |
| 2014      | Erica Allar         | Tina Pic            | Sarah Fader             |
| 2015      | Samantha Schneider  | Erica Allar         | Tina Pic                |
| 2016      | Kimberly Lucie      | Joy McCulloch       | Katie Donovan           |
| 2017      | Anita Stenberg      | Joëlle Numainville  | Laura Van Gilder        |
| 2018      | Coryn Rivera        | Katie Mardayat      | Kristabel Doebel-Hickok |
| 2019      | Coryn Rivera        | Emily Georgeson     | Amber Neben             |
| 2020-2021 | non disputé         | non disputé         | non disputé             |
| 2022      | Kendall Ryan        | Holly Breck (en)    | Colleen Gulick          |
| 2023      | Colleen Gulick      | Laurel Rathbun      | Joyce Monton            |
| 2024      | Kendall Ryan        | Holly Breck (en)    | Colleen Gulick          |
| 2025      | Kendall Ryan        | Marlies Mejías      | Anita Stenberg          |